# World Transplant Games
Die World Transplant Games (WTG) sind eine internationale Multisportveranstaltung, die alle zwei Jahre stattfindet und von der World Transplant Games Federation (WTGF) organisiert wird. Die Spiele fördern den Amateursport unter Organtransplantationsempfängern, Lebendspendern und Spenderfamilien.
Sommer- und Wintersportarten wechseln sich ab und die Veranstaltung steht allen offen, die eine Organtransplantation wie Leber, Herz, Lunge, Niere, Bauchspeicheldrüse oder Knochenmark erhalten haben. Hinter den World Transplant Games steht die Idee der Feier einer zweiten Chance auf Leben, die den Erfolg der Transplantationschirurgie demonstriert und die Notwendigkeit hervorhebt, das öffentliche Bewusstsein für Organ- und Gewebespenden zu schärfen.

## Geschichte
Die Spiele begannen 1978 in Portsmouth, England, mit knapp 100 Athleten aus Großbritannien, Frankreich, Deutschland, Griechenland und den USA.
1987 wurde die World Transplant Games Federation offiziell gegründet und hat mittlerweile fast 70 Mitgliedsländer weltweit. Die Federation ist der Veranstalter der World Transplant Games. Mittlerweile werden die Sommerspiele in Gastgeberländern auf der ganzen Welt ausgetragen, zuletzt 2023 in Perth (Australien), 2019 in NewcastleGateshead (Großbritannien), 2017 in Malaga (Spanien), 2015 in Mar Del Plata (Argentinien) und 2013 in Durban (Südafrika). Seit 1994 finden im Jahreswechsel Winter Games statt. Die nächsten Sommerspiele werden 2025 in Dresden ausgetragen.

### Allgemeines
Die World Transplant Games verstehen sich weniger als sportlicher Wettkampf, bei dem es um Bestleistungen geht. Die World Transplant Games Federation hat die Weltspiele der Transplantierten als Feier der zweiten Chance ins Leben initiiert. Die Teilnehmer, die alle selbst Organempfänger sind, zeigen durch ihre sportlichen Leistungen, wie sehr sich ihr Leben durch die Transplantation verbessert hat. Die Spiele tragen dazu bei, das Bewusstsein für die Bedeutung von Organspenden zu erhöhen. Sie fördern die Aufklärung über Organ- und Gewebespenden und ermutigen Menschen weltweit, sich als Organspender registrieren zu lassen. Sie motivieren Transplantierte, einen gesunden und aktiven Lebensstil zu pflegen. Die World Transplant Games ehren die Organspender und ihre Familien. Durch die Teilnahme und Erfolge der Transplantierten wird die unschätzbare Bedeutung der Spenden unterstrichen.
Sie bieten eine Plattform für Transplantierte aus der ganzen Welt, sich zu vernetzen, Erfahrungen auszutauschen und sich gegenseitig zu unterstützen. Es entsteht eine starke Gemeinschaft, die sich gegenseitig ermutigt und unterstützt. Die Spiele unterstützen auch die medizinische Forschung und fördern den Austausch von Wissen und Erfahrungen im Bereich der Transplantationsmedizin.

### Teilnehmer und Sportarten
Die Spiele richten sich an alle Altersgruppen. Jeder im Alter von 4 bis 80 Jahren, der sich dafür qualifiziert, ist zur Teilnahme willkommen. Es gibt mehr als 50 Veranstaltungen für alle Leistungsniveaus, darunter beispielsweise Leichtathletik, Bowling, Schwimmen, Golf, Tischtennis, Volleyball, oder Radfahren. Der 100-Meter-Lauf hat einen Rekord von 11,18 Sekunden und der Weitsprung 6,85 Meter!
Die Winter World Transplant Games wurden 1994 eingeführt und umfassen einen Wettbewerb namens Nicholas Cup – eine Veranstaltung, die speziell dafür konzipiert wurde, transplantierten Kindern die Möglichkeit zu geben, Spaß und Spannung zu erleben und das erste Mal Ski unter Aufsicht zu fahren. Die Winterspiele finden in Skigebieten statt und umfassen Sportdisziplinen wie Biathlon, Curling, Slalom und Snowboarden.

## Sommerspiele
| Jahr   | lfd. Nr. | Gastgeber                                                 | Daten              | Nationen | Athleten |
| ------ | -------- | --------------------------------------------------------- | ------------------ | -------- | -------- |
| 1978   | 1        | Vereinigtes Königreich, Portsmouth                        |                    |          |          |
| 1979   | 2        | Vereinigtes Königreich, Portsmouth                        |                    |          |          |
| 1980   | 3        | Vereinigte Staaten, New York City                         |                    |          |          |
| 1982   | 4        | Griechenland, Athen                                       |                    |          |          |
| 1984   | 5        | Niederlande, Amsterdam                                    |                    |          |          |
| 1987   | 6        | Österreich, Innsbruck                                     |                    |          |          |
| 1989   | 7        | Singapur, Singapore                                       |                    |          |          |
| 1991   | 8        | Ungarn, Budapest                                          |                    |          |          |
| 1993   | 9        | Kanada, Vancouver, British Columbia                       |                    |          |          |
| 1995   | 10       | Vereinigtes Königreich, Manchester                        |                    |          |          |
| 1997   | 11       | Australien, Sydney                                        |                    |          |          |
| 1999   | 12       | Ungarn, Budapest                                          |                    |          |          |
| 2001   | 13       | Japan, Kobe                                               |                    |          |          |
| 2003   | 14       | Frankreich, Nancy                                         |                    |          |          |
| 2005   | 15       | Kanada, London (Ontario)                                  |                    |          |          |
| 2007   | 16       | Thailand, Bangkok                                         |                    |          |          |
| 2009   | 17       | Australien, Gold Coast                                    |                    |          |          |
| 2011   | 18       | Schweden, Gothenburg                                      |                    |          |          |
| 2013   | 19       | Südafrika, Durban                                         |                    |          |          |
| 2015   | 20       | Argentinien, Mar del Plata                                | 23. – 30. August   | 44       | 1,110    |
| 2017   | 21       | Spanien, Málaga                                           | 25. Juni – 2. Juli | 52       | 2,500    |
| 2019   | 22       | Vereinigtes Königreich, Newcastle upon Tyne and Gateshead | 17. – 23. August   | 60       | 2,400    |
| 2021   | 23       | Vereinigte Staaten, 5K AnyWay (in Houston abgesagt)       | Virtual            | Virtual  | Virtual  |
| 2023   | 24       | Australien, Perth                                         | 15. – 21. April    |          |          |
| 2025   | 25       | Deutschland, Dresden                                      | 17. – 24. August   |          |          |
| Quelle |          |                                                           |                    |          |          |

## Winterspiele
| Jahr   | lfd. Nr. | Gastgeber                           | Daten             | Nationen    | Athleten    |
| ------ | -------- | ----------------------------------- | ----------------- | ----------- | ----------- |
| 1994   | 1        | Frankreich, Tignes                  |                   |             |             |
| 1996   | 2        | Frankreich, Pra-Loup                |                   |             |             |
| 1999   | 3        | Vereinigte Staaten, Snowbird (Utah) |                   |             |             |
| 2001   | 4        | Schweiz, Nendaz                     |                   |             |             |
| 2004   | 5        | Italien, Bormio                     |                   |             |             |
| 2008   | 6        | Finnland, Rovaniemi                 |                   |             |             |
| 2010   | 7        | Frankreich, Sainte-Foy-Tarentaise   |                   |             |             |
| 2012   | 8        | Schweiz, Anzère                     |                   |             |             |
| 2014   | 9        | Frankreich, La Chapelle-d'Abondance |                   |             |             |
| 2016   | -        | ausgefallen                         | ausgefallen       | ausgefallen | ausgefallen |
| 2018   | 10       | Schweiz, Anzère                     | 7. – 12. Januar   |             |             |
| 2020   | 11       | Kanada, Banff (Alberta)             | 23. – 28. Februar |             |             |
| 2022   |          | (verschoben)                        |                   |             |             |
| 2024   | 12       | Italien, Bormio                     | 3. – 8. März      |             |             |
| Quelle |          |                                     |                   |             |             |